# Preto Zezé
Preto Zezé (Fortaleza, 17 de maio de 1976), nascido Francisco José Pereira de Lima, é um empreendedor, produtor artístico e musical, escritor e ativista brasileiro, atualmente presidente global da Central Única das Favelas, com sede em Nova Iorque. Filho de um casal de retirantes, mãe doméstica e pai pintor da construção civil, foi criado na favela das Quadras, em Fortaleza. Figura de destaque no debate sobre o racismo no Brasil e a sua relação com a desigualdade social, é uma das maiores lideranças das favelas brasileiras.